# Campodorus atripes
Campodorus atripes là một loài tò vò trong họ Ichneumonidae.